# 遊戲3人娘
《遊戲3人娘》是涼川鈴擔任原作的日本漫畫作品，由白泉社出版，2015年起先在《Young Animal Densi》進行連載，之後才轉往姊妹誌《Young Animal》從2016年23號起連載。
本作在2017年《下一部人氣漫畫大賞》排名紙本漫畫類別第19名，入圍2018年電子漫畫大賞（電子漫畫大獎）（みんなが選ぶ!!電子コミック大賞）男性部門提名名單。

## 故事簡介
野村香純從小常因為玩遊戲而被姊姊欺負，因此對玩遊戲一事一直沒什麼好感。但英文成績實在太差的她，為了提高英文成績，只好與班上的轉學生：奧莉薇亞達成協議。香純教奧莉薇亞日本的遊戲，而奧莉薇亞則教香純英文，並與奧莉薇亞與華子組成遊戲人生研究會。

## 登場人物

### 遊戲人間研究會
簡稱遊研。
本田華子 (本田 華子 (ほんだ はなこ），聲：木野日菜
為「會唸書的笨蛋」。國中生，2年2班。長相可愛，有最多顏藝，運動能力和成績都非常優秀，拿過平均98.2的分數，但仍不是第一名(而是由一名有男朋友（隆司）並完全沒在用功讀書的現充（美紗）拿到。曾是軟式網球社的成員且是王牌，後因感覺不到現充的感覺而退社，進了香純創的「遊研」。
由於在祖父及前多的照顧下成長，想法異於常人。思想傾向厭世，經常有十分扭曲的想法，甚至會有十分誇張的舉動。看到現充就會忍不住毒舌酸個幾句，表面上非常討厭現充，其實內心相當羨慕現充，如果輸給現充腦中就會浮現出暴力傾向的危險想法。家世顯赫，卻有十分窮酸的想法。品味十分怪異，自己卻渾然不覺。
由於自己是貧乳，所以很嫉妒巨乳，但同時也非常想讓自己成為巨乳。
奧莉薇亞（オリヴィア），聲：長江里加
為「單純的笨蛋」。國中生，2年2班。金髪碧眼的美少女，五官十分標緻，經常換髮型。O型血。對自己的身材相貌頗有自信。三人當中最喜歡玩遊戲的人。雙親是外國人，但自己是在日本土生土長，因此有金髮與外國臉孔卻完全不會說英文，反而日文能力優異。
在劇中擔任吐槽的角色。當初為了玩弄華子而裝外國腔，太緊張時也會變成外國腔。開學自我介紹時，因為太緊張用了外國腔，同學們因此堅信她是外國人，並要求奧莉薇亞教他們英文，但她又不好意思說其實自己英文很爛，經常找藉口呼攏過去。課業都是臨急抱佛腳，成績非常糟。有狐臭，但華子和香純似乎已經習慣了。隨身帶著化妝包卻對化妝一竅不通。說話常常不經思考，喜歡捉弄別人。是三個人當中比較正常的人。
有一個哥哥，擁有雙博士學位，卻是重度御宅族且體型肥胖。
美國古老的吸血鬼獵人闇狩一族的後裔，對吸血鬼來說他們的血液很難喝，喝下去會痛苦到想死，小時候被哥哥打敗的吸血鬼下了詛咒導致高燒不止，哥哥為了救她，聽從神秘女子的建議，去了廢棄教堂的棺材，請求吸血鬼真祖幫忙，願以自己的稀世美貌為代價，換取解除妹妹的詛咒。因在夢裡看見哥哥救自己的經過，就算哥哥被奪走美貌變成肥宅，依舊能認得出來，往後變得很崇拜哥哥。
野村香純 （野村 香純（のむら かすみ），聲：小原好美
為「腹黑的笨蛋」。國中生，2年2班。配戴眼鏡，巨乳，英文一竅不通，重度厭男症，但是會寫BL小說。本人曾說二次元的男人就可以接受，如果是對女人沒興趣的就更好了。性格內向害羞，但在牽扯自身利益時會露出陰暗的那一面，甚至會陷入瘋狂。
明明常在看書又給人一種知性的印象，但就是英文毀滅性的爆爛，甚至只拿過個位分數。因為自己常常玩遊戲輸給姊姊而被惩罰，所以討厭玩比賽性的遊戲，但因此也被訓練得超會玩，而且很會挑釁激怒對手。有輕微潔癖，自己的桌子都用酒精消毒。
有個讀大學的姐姐（聲：千菅春香），比她更加陰沉腹黑。

### 學生會
學生會長（生徒会長，聲：井上穗乃花）
學校的學生會長。選舉時因副會長的演講，以相當不利的局面逆轉當選學生會長。對遊研的社團內容不明而多次與其溝通。其實沒有惡意但經常因為眼神兇惡而被認為很無情，個性內向害羞。很會下黑白棋。
平時十分正經，但在興奮時會在走廊狂奔大笑。
根據學生會民意調查，有百分之八十的人表示不記得學生會長的名字。
多數時間對於學生會事務認真負責，但是在牽涉到游研、新聞社、和美術社的時候就會涉入私人恩怨且記仇。
至今仍無法在沒有外在條件的情況下分辨擔任會計和書記的雙胞胎。
學生會副會長（生徒会副会長，聲：金澤舞)
初登場在華子的回憶中，外表像怨靈般的角色。在學生會長選舉時，用著恐怖的外表和言語，威脅同學將票投給現任會長。
有次在俗稱「對面」男校辦事的過程中，碰到一位女裝癖的男校生（鎮江，Chinko），對方灌輸了「素顏即是裸奔」的奇怪想法後，開始喜歡打扮和與異性交際，將學生會雜務通通推給會長。
經常到男校交涉事務，與對面男校學生會會長（聲：石川界人)等6位成員有染，因此後來演變成學校史上最嚴重的暴力流血事件。
由於化妝違反校規，當碰到高柳老師時會用水潑溼全身以及時卸妝。由於素顏與上妝後差別過大，認為露出素顏如同男性露出生殖器一般，故在一般男性面前絕不露出素顏（奧莉薇亞的哥哥是例外）。
出於好玩和學生會長一起製作了巴納納文件。
雙澤 由美子（聲：無）
和由佑子是雙胞胎。學生會書記。喜歡隆司。
雙澤 由佑子（聲：無）
和由美子是雙胞胎。學生會會計。

### 超常現象科學社
簡稱超學社，後改稱神研。
岡露（岡 るう），聲：金澤舞
2年4班，熱衷於神祕學，對儀式效果深信不疑，但也因此常常誤會。在阿格里帕不在期間找上了遊研，與遊研三人組成為朋友。
阿格里帕（アグリッパ），聲：戶田惠
本名間桐安栗，2年1班，一開始出現在岡的回憶中。據岡所述「被傳送走了」，事實上卻是在醫院治療痔瘡。對神祕學的了解貌似比岡還要深入。奶奶似乎是真的女巫。
吸血鬼（聲：無）
幾十年前就存在於學校內。和樋口老師是同學。以前常喝聖(樋口老師的同學)的血維生。被樋口老師拉開窗簾，照到陽光而死，後來被神研復活。因為灰不夠，所以復活後身體變小。喜歡濟南老師的血。

### 新聞社
每個月都會在東棟二樓的公佈欄發布新聞，然而卻被華子說了「一次都沒認真看過」，甚至連新聞社的存在都不知道。
來米躑躅（聲：無）
社長，三年級。知道青空鶇和遊研的秘密。在威脅青空鶇和本田華子時，遭到還擊，被下了詛咒，因此只要她想要說出秘密，就變得只能說「蔬菜汁」。性格天真爛漫，是個會照顧身旁人們的常識人。因為名字的筆劃太多，考試寫名字時總是很苦惱。
七種薺（聲：無）
副社長，三年級。通稱「潘潘」（因為薺菜的別名是「ぺんぺん草」）。外觀是個冷酷的美少女，然而個性意外的天然，博學多聞、思緒敏銳，但思考事情的結論通常很脫線。某個事件後與奧莉薇亞結下了「姊妹」（スールの契り）之緣，也因一眼看破奧莉薇亞的祕密、經常傾聽奧莉薇亞的煩惱且給予建議而被仰慕著。
久保田美雪（聲：無）
和遊研的三人同班。喜歡阿隆，阿隆是義理的弟弟（從生日上來看）。知道青空鶇的秘密，但不說。真正的常識人，在各種事件發生時，總是默默在心裡吐槽著躑躅和薺。

### 美術社
利屋音瑠（聲：無）
社長，三年級，通稱「香奈兒」。平時戴著氧氣面罩。與新聞社的躑躅與薺是一年級就在一起的朋友，二年級和潘潘同班。有吸食「草」（據本人說是合法的）的習慣，總是掛著一副像是嗑嗨了的臉。平常被後輩們懼怕，因此對於單純的本田華子很是中意。二年級時，因為吸了六十葉幸運草（本田華子的爺爺製作），開始忠於自己「想對潘潘做什麼」的慾望，對潘潘異常執著。
鈴木幸子（聲：無）
三年級，通稱「愛馬仕」，名字是「幸子」（さちこ）。平常戴著瘟疫醫生的鳥嘴面具。特長是做出非常仿真的糞便。經常向學生會長借作業來抄。
Miu Miu（聲：無）
三年級，通稱「Miu Miu」，名字是「美優」（みゆ）但姓氏未知。平常戴著一個美少女樣貌的頭套。美術社真正的狂人。

### 親屬
前多 （前多（まえだ），聲：置鮎龍太郎
本姓前田，華子家雇用的管家，但華子卻記不得是雇用來做什麼的。因為被外星人改造，所以能用屁股發射毀滅性光束，因為常弄壞馬桶而找不到工作，後來被華子的爺爺雇用並教其控制屁股的方法。拉肚子的時候還是會破壞馬桶。
老是神出鬼沒，思想有一點變態。
本田健太郎 （本田 健太郎（ほんだ けんたろう），聲：筆村榮心
華子的弟弟。吐槽役。和過度開朗的姊姊不同，思想很清晰，平时喜欢看书。
奧莉薇亞的哥哥（オリヴィアの兄），聲：森川智之
擁有雙博士學位，卻是重度御宅族，體型肥胖。原因見奥莉薇亞。
阿格里帕的奶奶（アグリッパの祖母），聲：伊沢磨紀
似乎是真的魔女。曾給予孫女使人幸福的藥，结果被用在了超常現象科學社文化祭的饼干上，导致国文老师上瘾。
久保田 隆司（聲：無）
美雪的義弟。跟鈴掛美紗和雙澤由美子交過往，寧可裝作媽寶也不願涉入女生間的紛爭。其母親似乎已經過世。

### 教師
樋口千紗都 （樋口 千紗都（ひぐち ちさと），聲：前川涼子
2年2班的英文老師，同時是「遊研」的社團顧問。個性天然呆易受騙。從幼稚園就開始讀女校，因為害怕男性而選擇到女校教書。到了適婚年齡仍完全沒有結婚對象，本人相當介意此事。被主角三人以相親對象為把柄成為了社團顧問。內心卻常對社團內的活動感到疑惑。國中時也是就讀該學校，且參加的社團教室也跟遊研是同一間。國中時期約是鐵達尼號電影上映的時期。喜歡看BL同人誌，在三年級之間被叫作小皮可西。
濟南 （済南（さいなん），聲：增谷康紀
國文老師，有個雙胞胎弟弟。
表面十分正經，卻有著十分誇張，甚至變態的想法。在被告知是奧莉薇雅的尿液下，仍為了「求證」而舔嚐地版上的不明液體，之後據學生會所藏校內醜聞資料「巴拿拿文件」所述，在其他地方再度舔嚐，卻舔到氰酸鉀而住院；以及為了配合香純演出而扭傷脊椎等。
在嚐了神研所製作的餅乾時，一開始覺得「普通」而高興，到了晚上卻如喪屍般地尋找該餅乾。
高柳 （高柳（たかやなぎ），聲：齋賀光希
生活指導老師。體格十分粗壯。與三年級的游泳部社長為姊妹。
不論是檢查違禁品還是攔截流傳紙條皆十分嚴格，但由於沒有化妝經驗，故分辨不出化妝與瘀青的差異。

### 其他學生
青空鶇 （青空 つぐみ（あおぞら つぐみ），聲：悠木碧
全校第一美少女，有銀色長直髮和金色的眼睛。主角三人懷疑其性別可能實爲男性（即偽娘），但真相未明。擅長交涉，在遊研三人組不知情協助下，擁有學生會交涉用的把柄資料「巴拿拿文件」複製本，並撕下且燒毀了正本中自己健康檢查的紀錄的頁數。
藤原（藤原（ふじわら），聲：內田秀
2年2班，擁有平安時代貴族女性的優雅面貌（類似女性能面）
事實上卻對古文一竅不通，反而在英文方面十分流利，日常對話中甚至會穿插英語。但在青空的刺激之下，古文方面的才能似乎因此開竅了。
鈴掛美紗 |聲：待補充
2年3班，成績學年第一，啦啦隊社社員。
在啦啦隊社的內鬥中唯一無傷的社員，現為啦啦隊社的代表。
紗禮頭德子 ，聲：金澤舞
遊戲人生四天王之一。聖 淑女學院的學生。

### 其他
旁白，聲：伊澤磨紀

## 出版書籍
| 冊數 | 白泉社         | 白泉社                                                  | 東立出版社    | 東立出版社             |
| 冊數 | 發售日期       | ISBN                                                    | 發售日期      | ISBN                   |
| ---- | -------------- | ------------------------------------------------------- | ------------- | ---------------------- |
| 1    | 2016年2月29日  | ISBN 978-4-59-214179-2                                  | 2017年3月6日  | ISBN 978-986-470-972-4 |
| 2    | 2016年8月29日  | ISBN 978-4-59-214180-8                                  | 2019年3月25日 | ISBN 978-986-470-973-1 |
| 3    | 2017年2月28日  | ISBN 978-4-59-214708-4                                  | 2020年5月11日 | ISBN 978-986-486-119-4 |
| 4    | 2017年8月29日  | ISBN 978-4-59-214709-1                                  |               |                        |
| 5    | 2018年1月26日  | ISBN 978-4-59-214710-7                                  |               |                        |
| 6    | 2018年6月29日  | ISBN 978-4-59-216126-4                                  |               |                        |
| 7    | 2018年12月26日 | ISBN 978-4-59-216127-1 ISBN 978-4-592-10522-0（限定版） |               |                        |
| 8    | 2019年8月29日  | ISBN 978-4-59-216128-8                                  |               |                        |
| 9    | 2020年2月28日  | ISBN 978-4-59-216129-5                                  |               |                        |
| 10   | 2020年8月28日  | ISBN 978-4-59-216130-1                                  |               |                        |
| 11   | 2021年2月26日  | ISBN 978-4-59-216196-7                                  |               |                        |
| 12   | 2021年7月29日  | ISBN 978-4-59-216197-4                                  |               |                        |
| 13   | 2022年1月28日  | ISBN 978-4-592-16198-1                                  |               |                        |
| 14   | 2022年11月29日 | ISBN 978-4-592-16199-8                                  |               |                        |
| 15   | 2022年11月29日 | ISBN 978-4-592-16200-1                                  |               |                        |

## 電視動畫
2018年7月起在AT-X等台首播。由伊澤磨紀擔任旁白。Viutv版播出时由姜嘉蕾担任旁白。

### 製作人員
- 原作：涼川鈴[2]
- 監督：岸誠二[2]
- 副監督：木野目優[2]
- 系列構成、劇本：柿原優子[2]
- 角色設計：黑澤桂子[2]
- 美術：草薙[2]
- 美術監督：海野有希
- 美術設定：須江信人
- 色彩設計：伊東咲子
- 攝影監督：近藤慎與
- 剪輯：坂本雅紀
- 音響監督：飯田里樹[2]
- 音樂：甲田雅人[2]
- 音樂製作：KADOKAWA
- 音樂製作人：竹山沙織
- 製片：田中翔、山田茂樹、飯塚彩、木村香織、尾形光廣
- 動畫製作：Lerche[2]
- 製作：「來玩遊戲吧」製作委員會

### 主題曲
片頭曲
作詞、作曲、編曲：，主唱：本田華子（木野日菜）、奧莉薇亞（長江里加）、野村香純（小原好美）
片尾曲
作詞：，作曲、編曲：睦月周平，主唱：本田華子（木野日菜）、奧莉薇亞（長江里加）、野村香純（小原好美）feat. Ikepy & KSKN

### 各話列表
| 話數   | 日文標題 | 台灣標題                                                                                     | 香港標題                                     | 分鏡       | 演出       | 作畫監督                                                                                         | 片尾插畫 |
| ------ | -------- | -------------------------------------------------------------------------------------------- | -------------------------------------------- | ---------- | ---------- | ------------------------------------------------------------------------------------------------ | -------- |
| 第1話  |          | CONTENTS 1 等價交換CONTENTS 2 廉價的刺激感CONTENTS 3 遊戲人間CONTENTS 4 溫柔的變態           | 等價交換廉價的刺激感遊戲人間溫柔的變態       | 木野目優   | 大矢雄嗣   | 山田勝、樋口博美 藤田亞耶乃                                                                      | 小梅京人 |
| 第2話  |          | CONTENTS 5 殺時間CONTENTS 6 友情遊戲CONTENTS 7 魔女審判CONTENTS 8 非奪標賽                   | 消磨時間友情遊戲魔女審判非奪標賽             | 木野目優   | 間島崇寬   | 堀江由美、山內大輔 樋口博美、河野望                                                              |          |
| 第3話  |          | CONTENTS 9 絕不能輸的戰鬥CONTENTS 10 操線人偶CONTENTS 11 以命相搏                            | 絕不能輸的戰鬥扯線公仔以命相搏               | 木野目優   | 鈴木卓夫   | 堀江由美、山田勝 岩佐智子、樋口博美 橫森千惠、河野望 藤田亞耶乃                                  | 押見修造 |
| 第4話  |          | CONTENTS 12 從下半身射出光束CONTENTS 13 眼屎鼻屎CONTENTS 14 非法侵占CONTENTS 15 玩屁股       | 從下半身射出死光五十步笑百步非法侵占屁股遊戲 | 木野目優   | 柴田裕介   | 堀江由美、山田勝 岩佐智子、樋口博美 橫森千惠、河野望 藤田亞耶乃                                  |          |
| 第5話  |          | CONTENTS 16 惡魔般的品味CONTENTS 17 誘導性提問CONTENTS 18 前多的詛咒CONTENTS 19 性教育       | 惡魔般的品味誘導性提問前多的詛咒性教育       | 木野目優   | 木村真一郎 | 堀江由美、小沼克介 山田勝、岩佐智子 樋口博美、橫森千惠 藤田亞耶乃                                | 押切蓮介 |
| 第6話  |          | CONTENTS 20 米號CONTENTS 21 考試念書CONTENTS 22 改變形象CONTENTS 23 激戰再起                 | 米號考試讀書改變形象激戰再起                 | 木野目優   | 真野玲     | 黑澤桂子、堀江由美 小沼克介、小野木三齊 山田勝、岩佐智子 樋口博美、橫森千惠                      | 宮島禮吏 |
| 第7話  |          | CONTENTS 24 怪盜·遊研CONTENTS 25 恐怖的女人CONTENTS 26 電波GOCONTENTS 27 胸部的悲劇          | 怪盜·遊研恐怖的女人電波GO胸部的悲劇          | 木野目優   | 濱田將太   | 黑澤桂子、樋口博美 岩佐智子、小野木三齊 藤田亞耶乃、小沼克介 堀江由美、山田勝                    | 淺田弘幸 |
| 第8話  |          | CONTENTS 28 我收服黴菌了！CONTENTS 29 神的啟示CONTENTS 30 魔之雙六                           | 我收服黴菌了神之啟示魔之擲骰                 | 木野目優   | 間島崇寬   | 黑澤桂子、樋口博美 岩佐智子、小野木三齊 藤田亞耶乃、小沼克介 堀江由美、山田勝                    | okama    |
| 第9話  |          | CONTENTS 31 假外國人的煩惱CONTENTS 32 Dutch的WifeCONTENTS 33 基因操作                        | 假外國人的煩惱吹氣公仔基因操作               | 木野目優   | 鈴木芳成   | 黑澤桂子、樋口博美 岩佐智子、小沼克介 堀江由美、山縣                                             | 岡本倫   |
| 第10話 |          | CONTENTS 34 怦然心動CONTENTS 35 華子的厚顏無恥審判CONTENTS 36 雞PO的秘密CONTENTS 37 電影製作 | 怦然心動華子的厚顏無恥審判雞雞的秘密電影製作 | 木野目優   | 柴田裕介   | 黑澤桂子、樋口博美 岩佐智子、小沼克介 練馬、堀江由美 山田勝、藤田亞耶乃                          | 阿部共實 |
| 第11話 |          | CONTENTS 38 再見了學生會長CONTENTS 39 神研·女巫·計畫CONTENTS 40 顔面凶器                     | 再見了學生會會長超研·女巫·計畫顔面凶器       | 木野目優   | 佐佐木純人 | 黑澤桂子、樋口博美 岩佐智子、小沼克介 小野木三齊、堀江由美 山田勝、藤田亞耶乃                    | 清原紘   |
| 第12話 |          | CONTENTS 41 達尼爾CONTENTS 42 胸罩會議CONTENTS 43 童話大逃殺CONTENTS 44 紙上戰爭             | 達尼爾胸圍會議童話大逃殺紙上戰爭             | 木野目優   | 濱田將太   | 黑澤桂子、樋口博美 岩佐智子、小沼克介 山本由美子、河田泉 小野木三齊、堀江由美 山田勝、藤田亞耶乃 | 黑澤桂子 |
| OVA1   |          | CONTENTS 45 弟弟                                                                             | 不適用                                       | 瀨村俊一郎 | 間島崇實   | 樋口博美、藤田亞耶乃 堀江由美、平山寬菜                                                          | 不適用   |
| OVA2   |          | CONTENTS 46 阿姆斯特朗                                                                       | 不適用                                       | 瀨村俊一郎 | 間島崇實   | 樋口博美、小野木三齊                                                                             | 不適用   |
| OAD    |          | EX 1 COSPLAY大會EX 2 致長大後的我                                                            | 不適用                                       | 瀨村俊一郎 | 間島崇實   | 樋口博美、岩佐智子 山本由美子、小野木三齊                                                        | 不適用   |

### 播放電視台
日本地區於2018年7月8日至9月23日21時00分（UTC+9）於AT-X首播，之後亦在TOKYO MX、KBS京都、BS11等電視台播出。中國大陸與台灣分別由愛奇藝與巴哈姆特動畫瘋於21時30分（UTC+8）同步更新一集。
| 香港 ViuTV 星期日 24:00－24:30 · 10月18日起 星期五 24:00－24:30  | 香港 ViuTV 星期日 24:00－24:30 · 10月18日起 星期五 24:00－24:30                    | 香港 ViuTV 星期日 24:00－24:30 · 10月18日起 星期五 24:00－24:30 |
| ---------------------------------------------------------------- | ---------------------------------------------------------------------------------- | --------------------------------------------------------------- |
|                                                                  | 遊戲三人娘 （2019年8月25日－11月8日）                                              |                                                                 |
| 太陽城集團呈獻 : 澳門小姐競選2019 （2019年8月18日 22:30－25:00） | 區選論壇（第3集） （2019年11月15日）東京喰種 : re （2019年11月22日－2020年5月8日） |                                                                 |
| 星期一至五 25:00－25:30 9月22日 暫停播映                         |                                                                                    |                                                                 |
| 隊長小翼 重播                                                    | 遊戲三人娘 重播 （2021年9月8日－9月24日）                                          | 男朋友（第2集起） 重播 （25:00－26:00） 【重播動畫時段取消】    |

### BD與DVD
| 卷數 | 發售日期       | 收錄話數             | 規格編號   | 規格編號   |
| 卷數 | 發售日期       | 收錄話數             | BD         | DVD        |
| ---- | -------------- | -------------------- | ---------- | ---------- |
| 1    | 2018年9月26日  | 第1話～第3話         | ZMXZ-12501 | ZMBZ-12511 |
| 2    | 2018年10月24日 | 第4話～第6話         | ZMXZ-12502 | ZMBZ-12512 |
| 3    | 2018年11月28日 | 第7話～第9話 OVA01   | ZMXZ-12503 | ZMBZ-12513 |
| 4    | 2018年12月21日 | 第10話～第12話 OVA02 | ZMXZ-12504 | ZMBZ-12514 |

## 外部連結
- 來玩遊戲吧-白泉社 （页面存档备份，存于） （日語）
- 電視動畫「來玩遊戲吧」官方網站 （页面存档备份，存于） （日語）
- 電視動畫「來玩遊戲吧」官方帳號的X（前Twitter） （日語）